# Naoya Shibamura
Naoya Shibamura (ur. 11 września 1982 w Hiroszimie) – japoński piłkarz występujący na pozycji pomocnika w Shibuya City.

## Kariera klubowa
Klubową karierę rozpoczynał w juniorskich i szkolnych zespołach z Hiroszimy. W 2011 trafił do FK Ventspils, z którym zdobył Mistrzostwo i Puchar Łotwy. Rok później zagrał w jednym spotkaniu w Paxtakor Taszkent, który w tych rozgrywkach wywalczył Mistrzostwo Uzbekistanu. W 2014 trafił do Polski, gdzie będąc zawodnikiem Stomilu Olsztyn, rozegrał dwa mecze w I lidze. Po pobycie w Europie wrócił do ojczyzny.